# Kriengsak Chumpornpong
Kriengsak Chumpornpong (thailändisch เกรียงศักดิ์ ชุมพรผ่อง, * 12. Januar 1986) ist ein thailändischer Fußballspieler.

## Karriere
Kriengsak Chumpornpong stand von 2013 bis 2016 beim Osotspa-Saraburi FC unter Vertrag. 2015 benannte sich der Verein in Osotspa M-150 Samut Prakan FC um. Ein Jahr später erfolgte eine erneute Umbenennung in Super Power Samut Prakan FC. Der Verein spielte in der ersten Liga des Landes, der Thai Premier League. Für den Verein spielte er 68-mal in der ersten Liga. Von Anfang 2017 bis Mitte 2018 war er vertrags- und vereinslos. Ende Juni 2018 nahm ihn der Drittligist Phrae United FC unter Vertrag. Der Verein aus Phrae spielte in der dritten Liga, der Thai League 3. Hier trat Phrae in der Upper Region an. Ende 2018 wurde sein Vertrag nicht verlängert. Die Hinserie 2019 war er vertrags- und vereinslos. Mitte 2019 schloss er sich dem Paknampho NSRU FC aus Nakhon Sawan an.